# Майтрипа
Майтрипа (1007—1077) — махасиддха, хранитель линии передачи махамудры, которая потом легла в основу школы Кагью тибетского буддизма, второй учитель Марпы-переводчика.
Близкой линией традиции Кагью считается линия учения, полученная Марпой в Индии непосредственно от своего гуру Наропы.
Дальней линией считается линия махамудры, полученная Марпой от Майтрипы. В этой линии было четыре мастера: Сараха, Нагарджуна, Сабара и сам Майтрипа.
Майтрипа, последний из мастеров дальней линии передачи Махамудры, родился в 1007 году в семье брахмана. Учился в индийском буддийском университете Наланда. Его первым учителем был Наропа, давший ему тантры Чакрасамвары и Хеваджры и велевший ему найти супругу для практики в Ваджраяне. Однако в то время Майтрипа отверг совет Наропы и отдал предпочтение изучению философии.
Он получил посвящение бхикшу от Шантипы из буддийского университета Викрамашила, получив имя "Майтри" в честь бодхисаттвы Майтрейи. В Викрамашиле преподавал сам Чжу Атиша. Майтрипа практиковал медитацию Ваджрайогини, но употребление алкоголя как священного средства для этой медитации привело к спорам с остальными монахами. Внимание Атиши было привлечено к этому, и он выгнал Майтрипу за нарушение правил винаи.
Некоторое время спустя Майтрипа получил повеление от бодхисаттвы Авалокитешвары отправиться в путешествие по южной Индии, где он должен встретился с предопределённым ему учителем Сабарой.
В дальнейшем Майтрипа получил от Сабары учение, которое впоследствии было передано Марпе и вошло в систему Кагью.
Он также имел множество других учеников, таких, как Ваджрапани, которому он также передал учение о махамудре, и кашмирский учёный Анандакирти, получивший передачу уттаратантрашастры Майтрейи.